# Zawilec gajowy

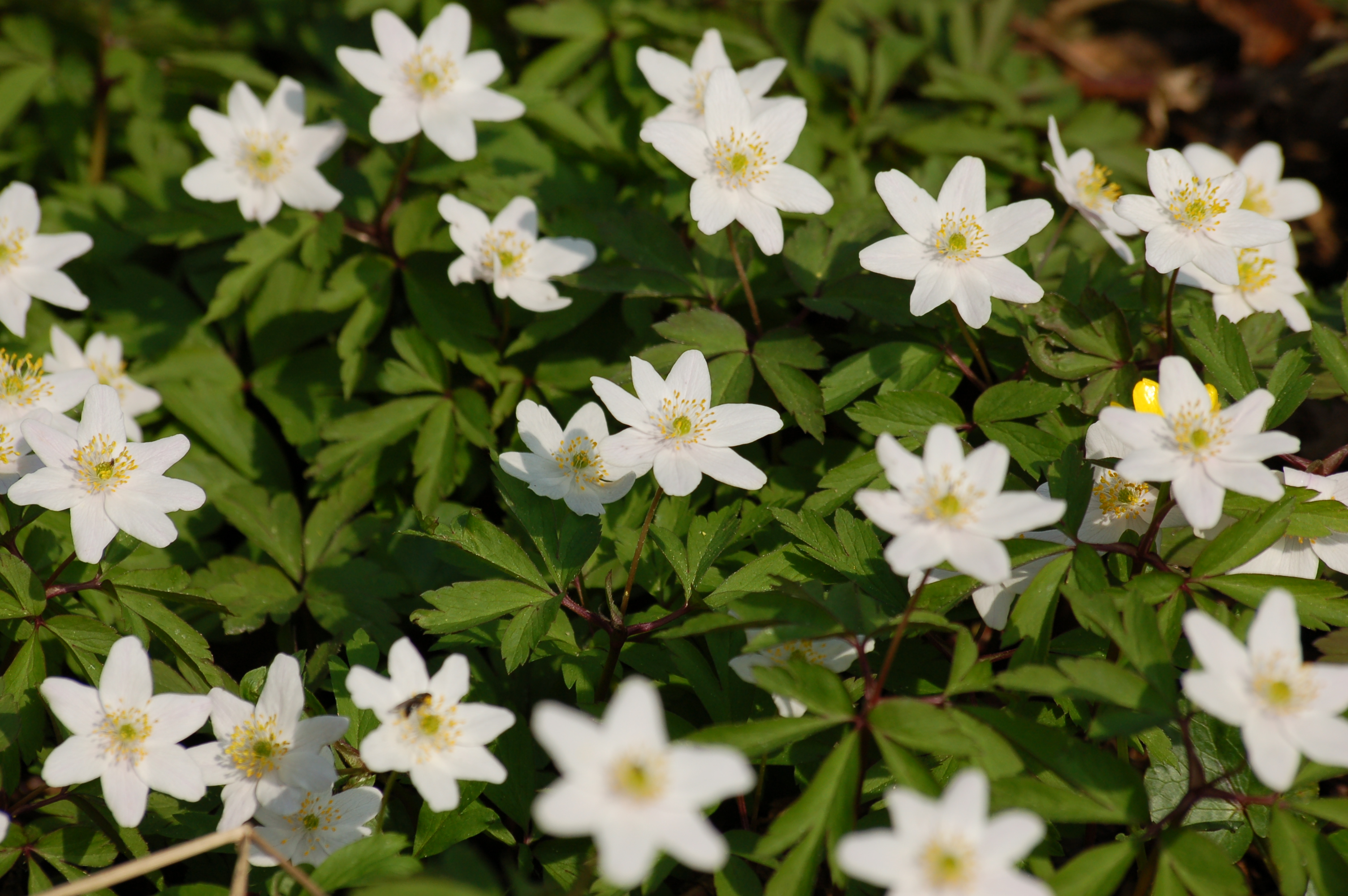
Pokrój roślin kwitnących

Zawilec gajowy (Anemone nemorosa L.) – gatunek byliny należący do rodziny jaskrowatych. Geofit, który masowo zakwitając podczas przedwiośnia ozdabia lasy liściaste i mieszane w niemal całej Europie. Jest rośliną trującą. W przeszłości był wykorzystywany w medycynie ludowej i weterynaryjnej. Jest bardzo zmienny, przy czym wyróżniane spoza Europy podgatunki o zasięgach obejmujących Daleki Wschód i Amerykę Północną, traktowane bywają też jako odrębne gatunki. W uprawie znajdują się odmiany o kwiatach większych i inaczej zabarwionych niż u białokwiatowej formy typowej, a także odmiany o kwiatach pełnych. Ze względu na bardzo wolne tempo rozprzestrzeniania się uważany jest za roślinę wskaźnikową dawnych lasów.

## Rozmieszczenie geograficzne
Występuje w Europie północnej i środkowej sięgając na wschodzie Rosji i zachodniej części Ukrainy, na południu granica zasięgu biegnie od Stambułu, przez północną Grecję i Włochy do północnej Hiszpanii. Poza granicami naturalnego zasięgu gatunek został zawleczony na Islandię, występuje jako zdziczały w Stanach Zjednoczonych i w Nowej Zelandii.
Informacje o zasięgu obejmującym także wschodnią część Azji i Amerykę Północną dotyczą szerokiego ujęcia gatunku, obecnie rzadko obecnego w literaturze taksonomicznej (taksony występujące w tamtych obszarach opisywane są jako odrębne, drobne gatunki).
W Polsce rośnie pospolicie na całym niżu, w górach sięga pod regiel górny (w Tatrach rośnie po 1520 m n.p.m., a na Babiej Górze sięga do 1350 m n.p.m.). Rzadziej notowany jest jedynie w rejonie Kujaw, na północnym Mazowszu, lokalnie na Mazurach.

## Morfologia

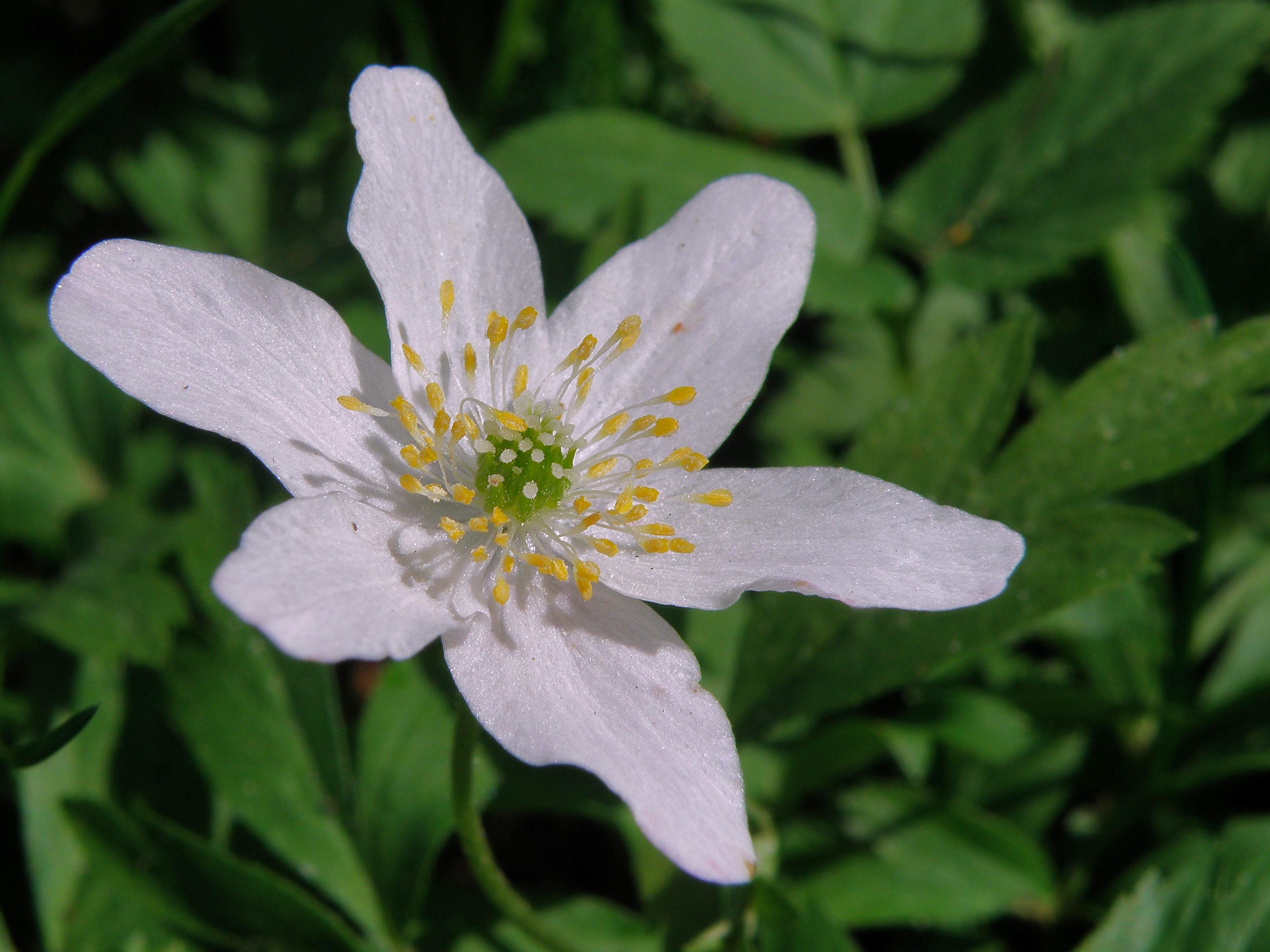
Kwiat

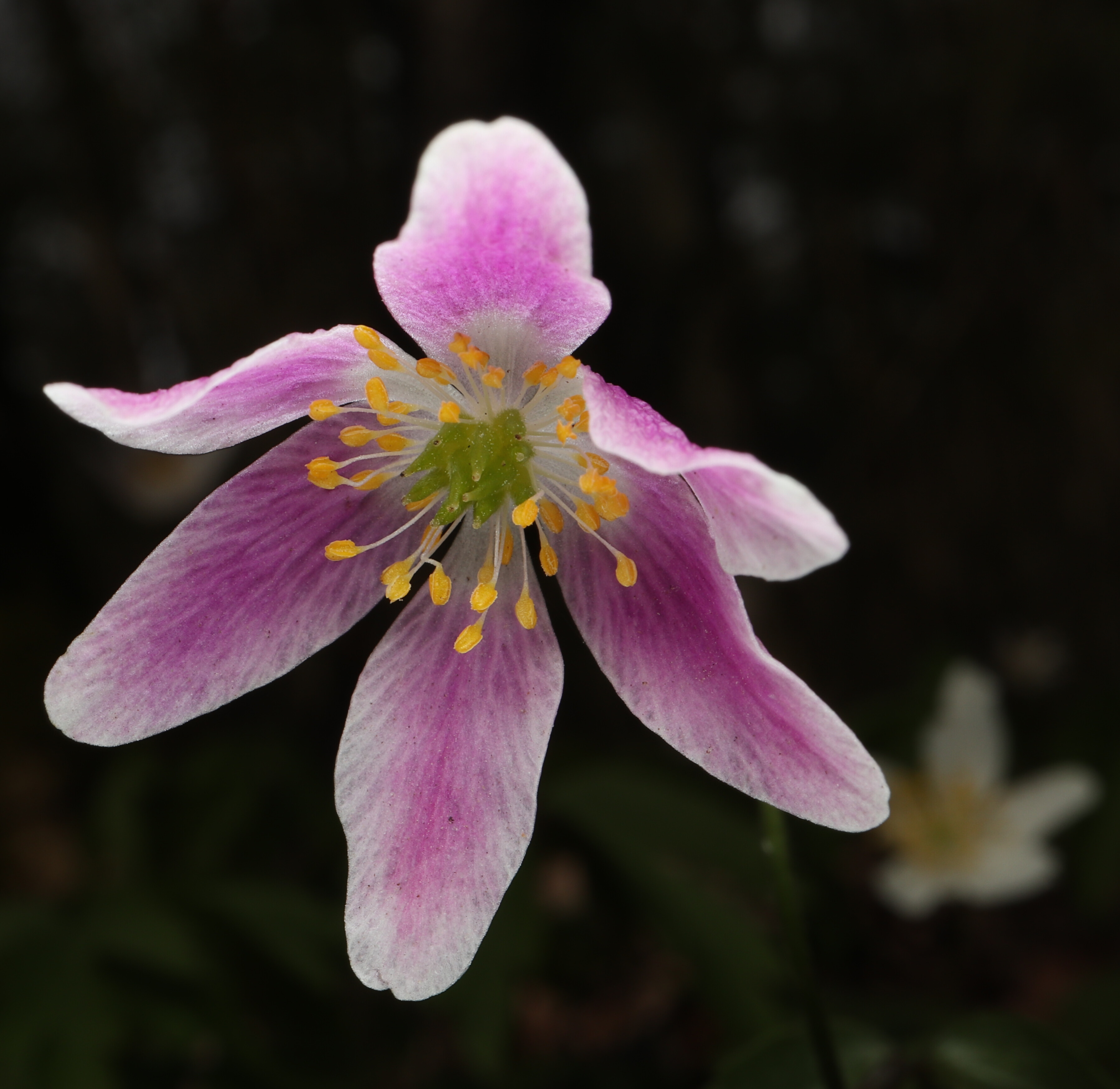
Kwiat o płatkach fioletowo nabiegłych

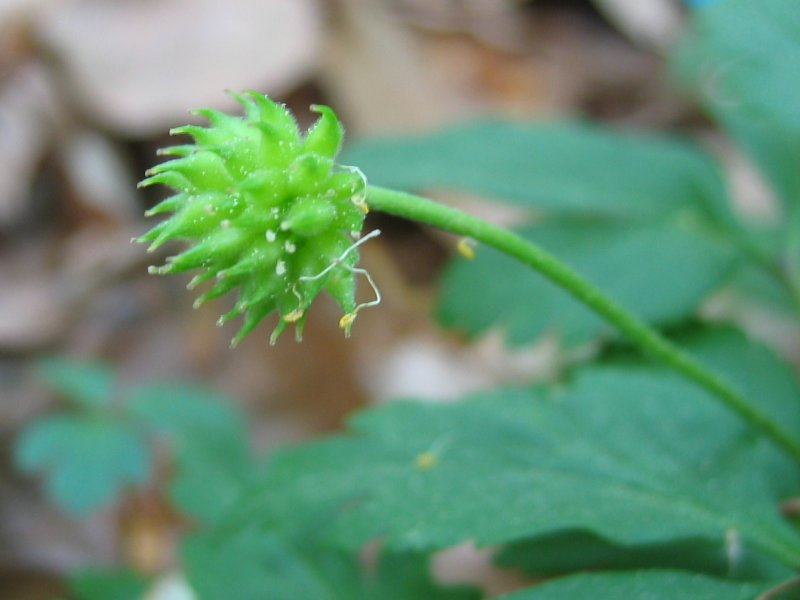
Owoc zbiorowy

ŁodygaPojawia się wczesną wiosną. Ma wysokość 10–20 (30) cm, jest naga lub skąpo owłosiona i nierozgałęziona.
KłączeBrunatnoczerwone lub żółtawe, proste, czołgające się poziomo, długości do 30 cm z licznymi nitkowatymi korzeniami. Walcowate, mięsiste kłącze jest organem gromadzącym materiały zapasowe, dzięki którym roślina może szybko rozwinąć się wczesną wiosną i wykorzystać krótki czas przed pojawieniem się listowia na drzewach.
LiścieNa pędzie kwiatonośnym osadzone są okółkowo na szczycie łodygi trzy liście podkwiatostanowe. Liście osadzone są na spłaszczonych ogonkach o długości sięgającej połowy długości blaszki liściowej. W kątach tych liści nie ma pączków, spomiędzy nich wyrasta jedynie pojedyncza szypułka kwiatowa. Wszystkie liście są dłoniastodzielne lub dłoniastosieczne. Każdy z odcinków liścia jest podwójnie lub potrójnie wcięty z brzegiem piłkowanym. W czasie kwitnienia rozwija się czasem pojedynczy liść odziomkowy, podobny do łodygowych, ale większy i na długim, zaokrąglonym ogonku wyrastający wprost z kłącza.
KwiatyNa szczycie pędu nadziemnego, na długiej szypułce wyrastającej z okółka liści podkwiatostanowych, rozwija się tylko jeden kwiat (rzadko dwa), składający się zwykle z 6, rzadziej z 7 lub 8 listków okwiatu. Od wewnątrz listki są białe, od zewnątrz często różowawe. Mają kształt owalno wydłużony i są nagie. Na wypukłym dnie kwiatowym osadzone są liczne żółte pręciki i liczne słupki (ok. 20). Pęd z pąkiem kwiatowym zwisa na szczycie i dopiero podczas kwitnienia prostuje się. Kwiaty zamykają się i zwisają o zmroku oraz podczas chłodnych, pochmurnych lub deszczowych dni, podnoszą się i rozchylają okwiat podczas dni pogodnych. Ruchy nastyczne kwiatów warunkowane są zmianą temperatury wynoszącą 5–10 °C. Kwiaty zapylane są przez owady, choć możliwa jest też samopylność. Pozbawione są miodników, ale skutecznie wabią owady dzięki dużej produkcji pyłku kwiatowego.
OwocSzorstkie, owłosione, zielonawe, jednonasienne i niepękające niełupki z wygiętym dzióbkiem, długości 3–5 mm, szerokości 1,7 mm i grubości 0,7 mm. Liczne niełupki są zebrane w zwisający owoc zbiorowy. Nasiona zaopatrzone są w niewielki elajosom.
Gatunki podobneRoślina w czasie kwitnienia bardzo charakterystyczna i trudna do pomylenia. Po przekwitnieniu podobna do zawilca żółtego, od którego w stanie wegetatywnym różni się ogonkami na liściach okółkowych długich na 1–3 cm (u zawilca żółtego liście są niemal siedzące).

## Biologia

### Rozwój

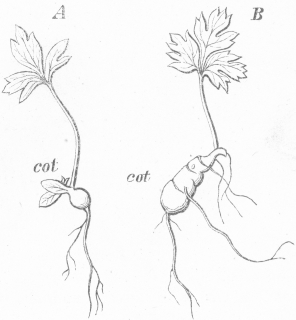
Jednoroczna siewka po lewej, starsza po prawej. Liścienie oznaczone są skrótem cot.

Zawilec gajowy rozprzestrzenia się wegetatywnie za pomocą kłączy oraz przez nasiona, przy czym dawniejsze źródła wskazywały na większe znaczenie tego pierwszego sposobu, nowsze tłumaczą zróżnicowanie genetyczne w obrębie populacji regularnym zasilaniem jej roślinami wyrastającymi w wyniku rozmnażania generatywnego.
Podczas rozmnażania wegetatywnego nowe rośliny powstają z pąków na kłączach, początkowo jako odgałęzienia (ramety), które usamodzielniają się w miarę obumierania starych kłączy. Poszczególne fragmenty kłącza żyją najczęściej przez 3–4 lata, maksymalnie osiągając wiek siedmiu lat. Ponieważ wciąż rosnące najmłodsze fragmenty rośliny nie wykazują objawów starzenia się, genety zawilców mogą żyć bardzo długo, prawdopodobnie setki lat. Kłącze rośnie sympodialnie w tempie ok. 2,5 cm rocznie. Pęd kwiatostanowy powstaje corocznie z pąka szczytowego, podczas gdy dalszy wzrost kłącza i odgałęzień następuje z pąków bocznych. Wyrastające z kłącza organy nadziemne pojawiają się na powierzchni w lutym. By nie uszkodzić delikatnej blaszki liściowej, liście odziomkowe mają podczas wzrostu pod ziemią zgięty ogonek liściowy tak, że przeciskają się przez grunt za pomocą sztywnego kolanka. Kwiaty rozwijają się od marca do kwietnia, czasem do początków maja i dlatego roślina uznawana jest za jeden ze zwiastunów przedwiośnia. W Europie Środkowej kwiaty zapylane są głównie przez bzygowate (80% odwiedzin kwiatów), następnie przez pszczoły (11%) i trzmiele (6%). Owoce dojrzewają w maju i czerwcu, po czym rozprzestrzeniane są barochorycznie, choć podejrzewa się pewne znaczenie myrmekochorii z powodu istnienia ciałek mrówczych. Latem po pędzie kwiatonośnym nie pozostaje już zwykle ślad. W dojrzałych nasionach zarodek nie jest w pełni wykształcony i jego rozwój następuje już poza rośliną macierzystą. Warunkiem skiełkowania jest odpowiednie uwodnienie nasienia i działanie na nie odpowiedniej, niskiej temperatury. Nasiona kiełkują w efekcie dopiero jesienią lub wiosną. Siewka, początkowo tylko w formie bulwiastego kłącza rozwija się w obrębie owocni. W pierwszym roku rozwoju powstaje tylko jeden, trójłatkowy liść nadziemny. Mija kilka lat zanim młoda roślina zakwitnie.

### Genetyka
Liczba chromosomów wynosi zwykle 2n=30, choć podawana jest też w szerokich granicach 2n=28–32, 37, 42, 45, 46. Mimo dużego znaczenia rozmnażania wegetatywnego, w obrębie populacji występują osobniki zróżnicowane genetycznie. Zróżnicowanie to jest znacznie wyższe w porównaniu do populacji innych gatunków rozprzestrzeniających się wegetatywnie. Wynika to stąd, że rozrastające się promieniście genety zawilca tworzą dziurę wewnątrz rozszerzającego się z każdym rokiem pierścienia pędów kwitnących. W luki takie wnikają inne osobniki i w efekcie powstaje kobierzec zawilców stanowiący mieszaninę klonów. Stwierdzono także znaczne zróżnicowanie genetyczne między poszczególnymi populacjami zawilca gajowego, będące wynikiem bardzo ograniczonego przepływu genów między nimi.

### Cechy fitochemiczne
Jest to roślina trująca. Podobnie jak wszystkie gatunki z rodziny jaskrowatych zawiera we wszystkich organach trującą ranunkulinę, przy czym najwięcej jest jej w kłączach. Glikozyd ten łatwo się rozkłada na glukozę i toksyczną protoanemoninę pod wpływem enzymu ranunkulazy podczas suszenia lub przy zniszczeniu tkanek (np. przy zrywaniu, rozcieraniu lub żuciu rośliny). Protoanemonina to lakton o gorzkim i piekącym smaku i ostrym zapachu. Wykazuje bardzo silne działanie drażniące błony śluzowe i skórę. W wyniku kontaktu z rozgniecioną rośliną lub z jej sokiem na skórze pojawia się zaczerwienienie i obrzęk, piekący ból i pęcherze. Dłuższy kontakt prowadzi do rozpadu tkanki. Niebezpieczne może być potarcie oczu lub ust nieumytą dłonią po zrywaniu kwiatów, zwłaszcza w przypadku dzieci – powstać mogą dokuczliwe stany zapalne. Zatrucia w wyniku spożycia są bardzo rzadkie z powodu piekącego smaku tych roślin. W przypadku spożycia następuje zapalenie błony śluzowej jamy ustnej, żołądka i jelit, krwawa biegunka, omdlenia, czasem drgawki, w końcu niewydolność krążeniowa, oddechowa i zapalenie nerek z krwiomoczem i białkomoczem. W wyniku zatrucia może nastąpić nieodwracalne uszkodzenie nerek. W przypadku spożycia roślin konieczne jest płukanie żołądka, nie wolno wywoływać wymiotów, podawać należy duże ilości płynów. Po wysuszeniu roślina w znacznym stopniu traci właściwości toksyczne.
W miejscach masowego występowania zawilca gajowego na łąkach nie powinno się wypasać bydła, ponieważ ulega zatruciu z objawami podobnymi jak wyżej opisano.

## Zmienność

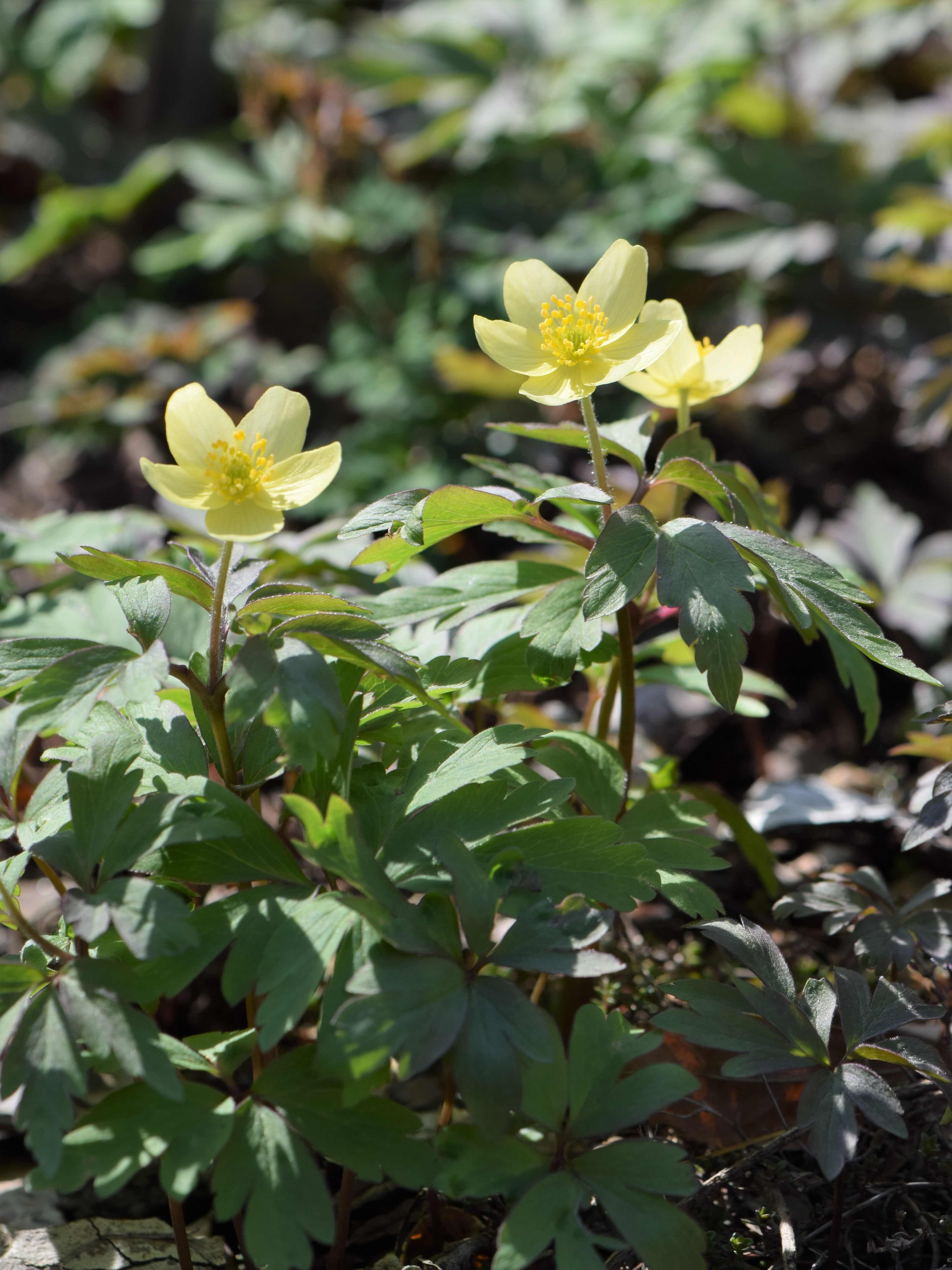
Mieszaniec z zawilcem żółtym – A. × lipsiensis

Gatunek bardzo zmienny, co wynika zarówno z plastyczności fenotypowej, jak i wysokiego znaczenia (zwłaszcza jak na roślinę klonalną) rozmnażania generatywnego.
Izolowane populacje na północnej granicy zasięgu, występujące na Półwyspie Kolskim, są morfologicznie zbliżone do zawilca ałtajskiego Anemone altaica Fischer ex C.A. Meyer – mają 9–12 listków okwiatu. Podobieństwo obu tych gatunków jest przyczyną uznawania ich za taksony siostrzane, czasem zawilec ałtajski uznawany był zresztą za podgatunek zawilca gajowego. W tej randze systematycznej opisany został jako Anemone nemorosa Linnaeus subsp. altaica (Fischer ex C. A. Meyer) Korshinsky. Nazwa ta uznawana jest obecnie za synonim dla A. altaica.
Jako podgatunek zawilca gajowego podawany bywał też zawilec amurski Anemone amurensis (Korshinsky) Komarov, opisywany w tej randze jako A. nemorosa Linnaeus subsp. amurensis Korshinsky, Trudy Imp. S.-Peterburgsk. Bot. Sada 12: 292. 1892.
Opisywane dawniej odmiany botaniczne mają obecnie niepewny status taksonomiczny, ewentualnie stanowią kultywary lub odrębne gatunki. W Wielkiej Brytanii opisano np. w 1916 roku dwie odmiany Anemone nemorosa var. robusta i A. nemorosa var. apetala. Rośliny pierwszej z odmian mają organy wegetatywne o większych rozmiarach i jaśniejszej barwie aniżeli forma typowa. Poza tym listki okwiatu są najszersze w górnej, zaokrąglonej części. Druga z odmian ma kwiaty drobne ze zredukowanymi listkami okwiatu o barwie purpurowo-zielonej. Odrębnym gatunkiem jest np. A. nemorosa L. var. quinquefolia (L.) Pursh uznawany dziś za A. quinquefolia var. quinquefolia L. Także wspomniany wyżej zawilec amurski opisany został jako odmiana zawilca gajowego (A. nemorosa var. fissa Ulbrich).

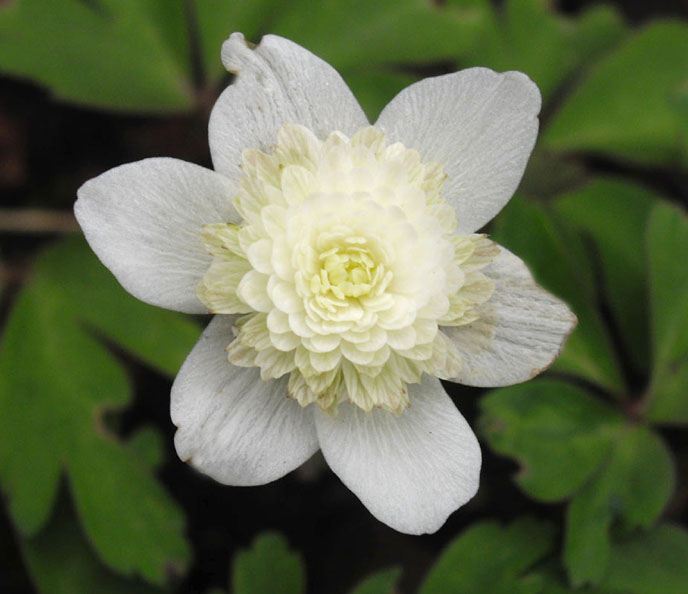
'Vestal'
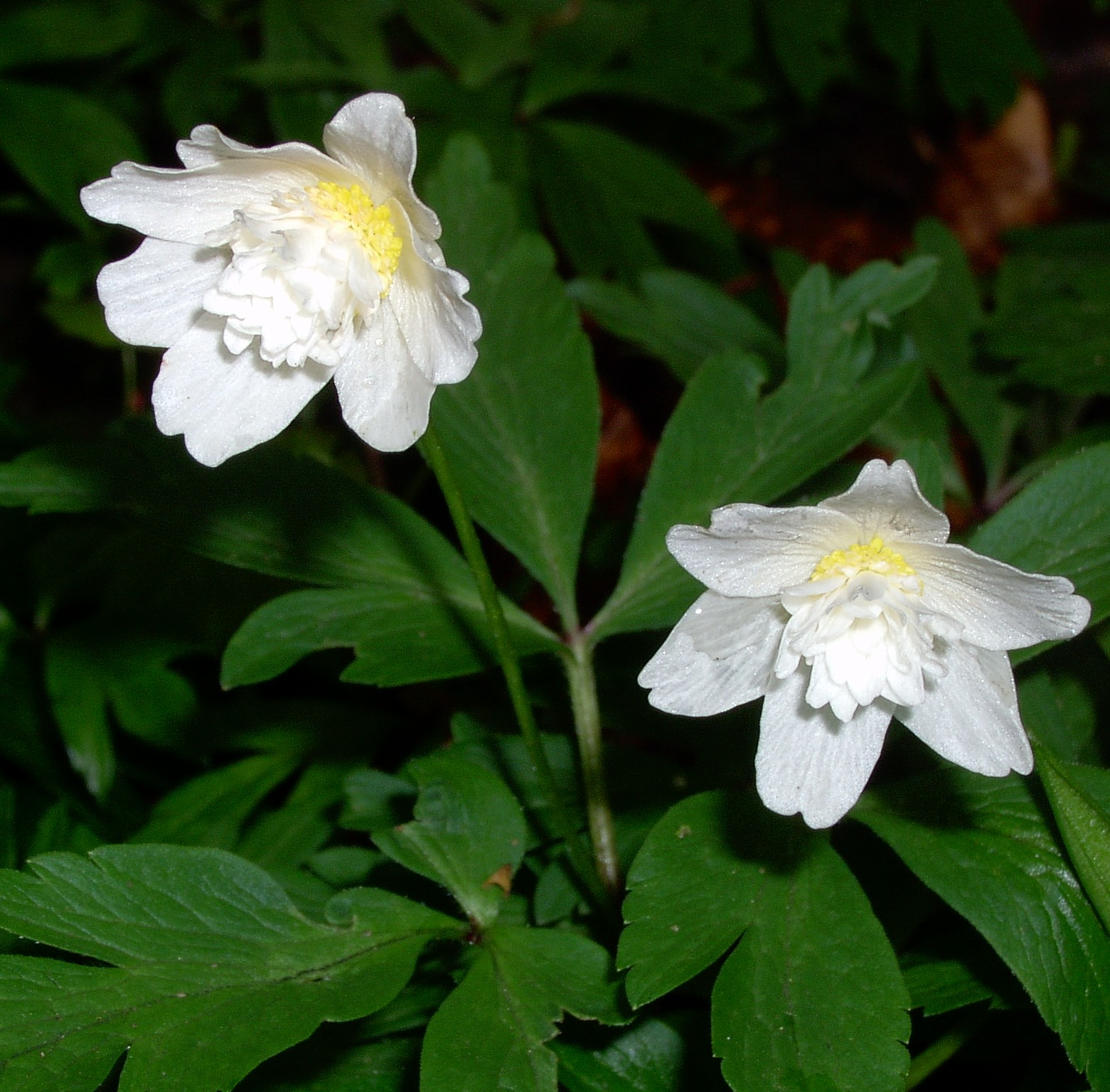
'Alba Plena'
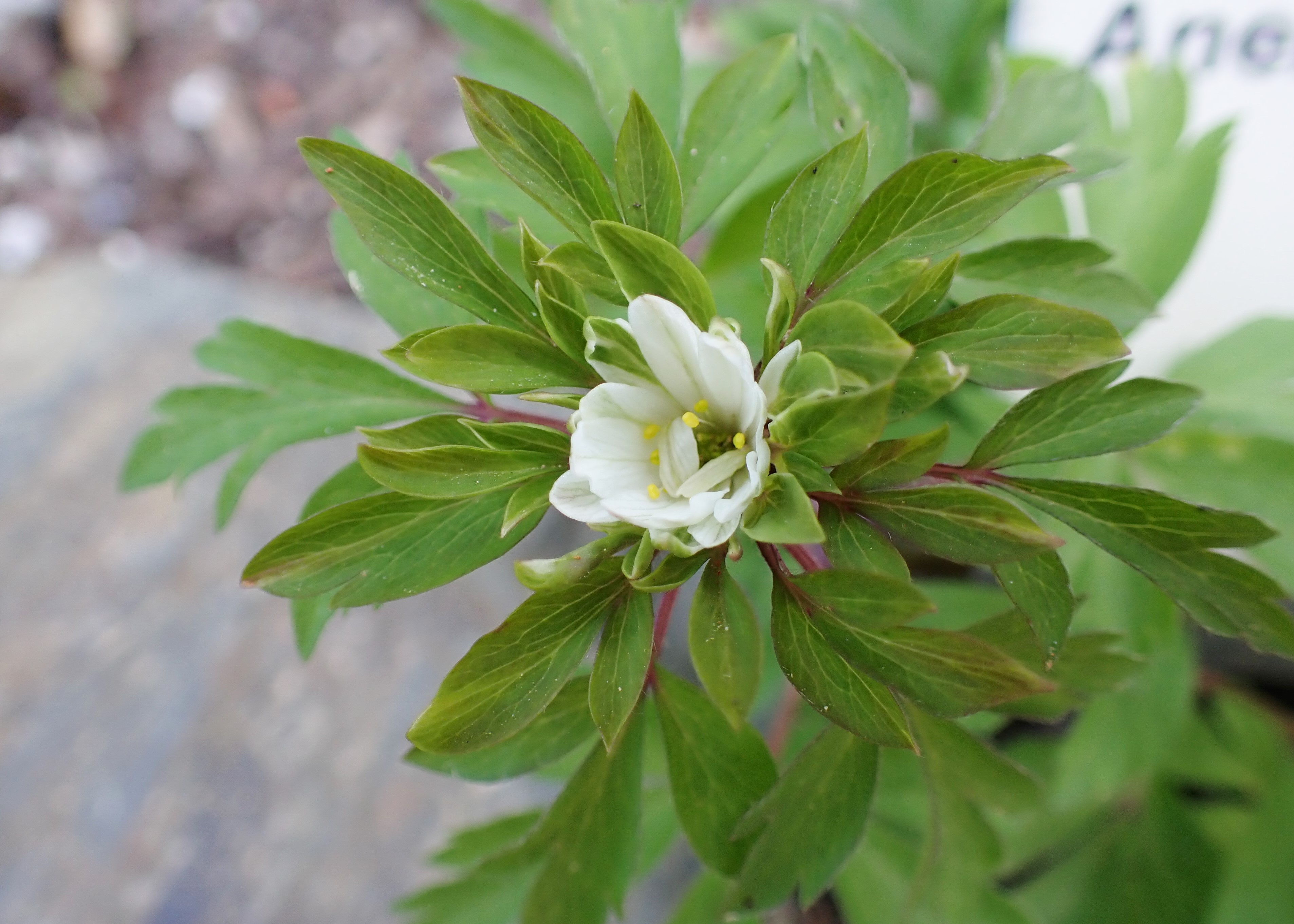
'Bracteata Pleniflora'
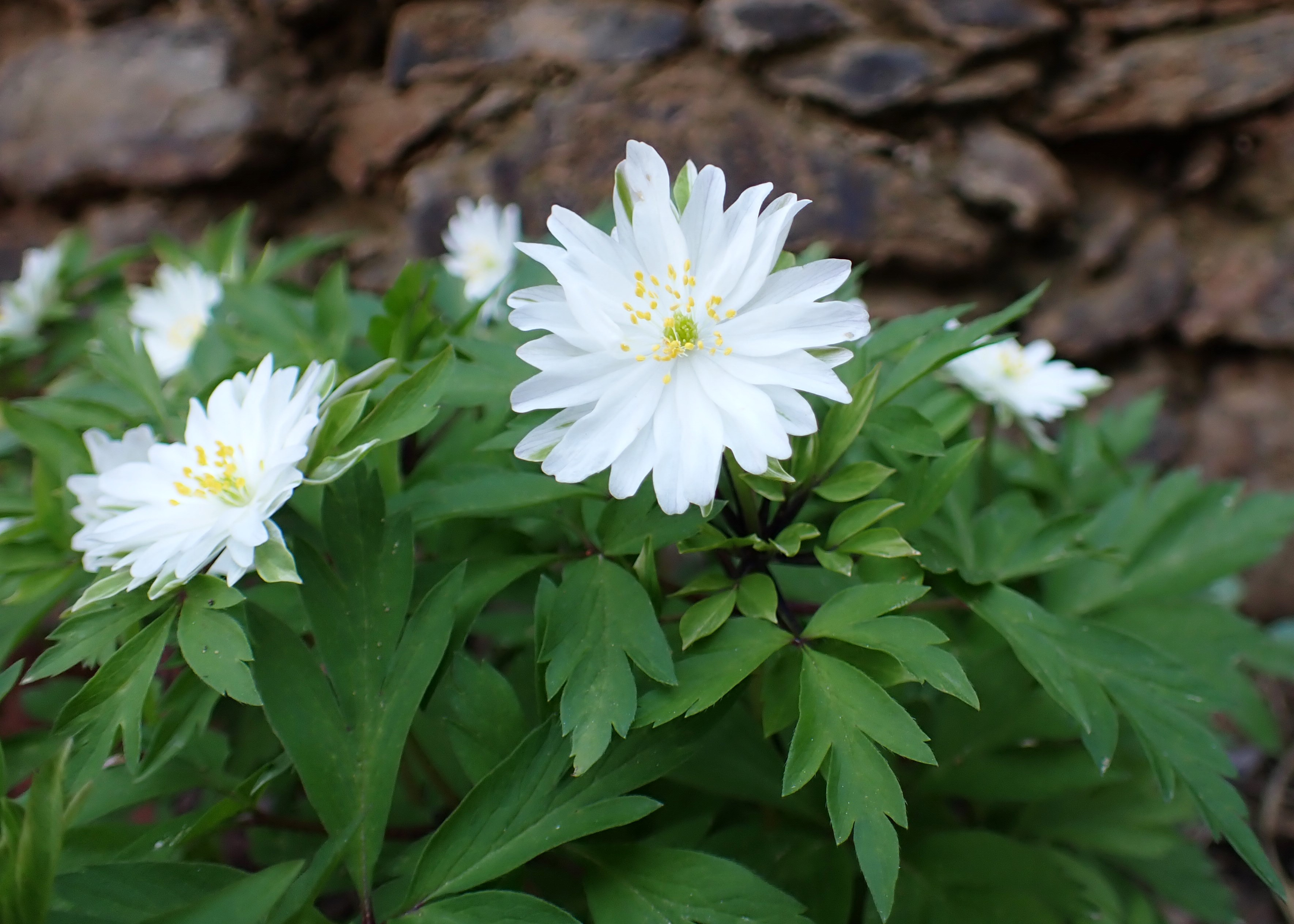
'Multiplicity'
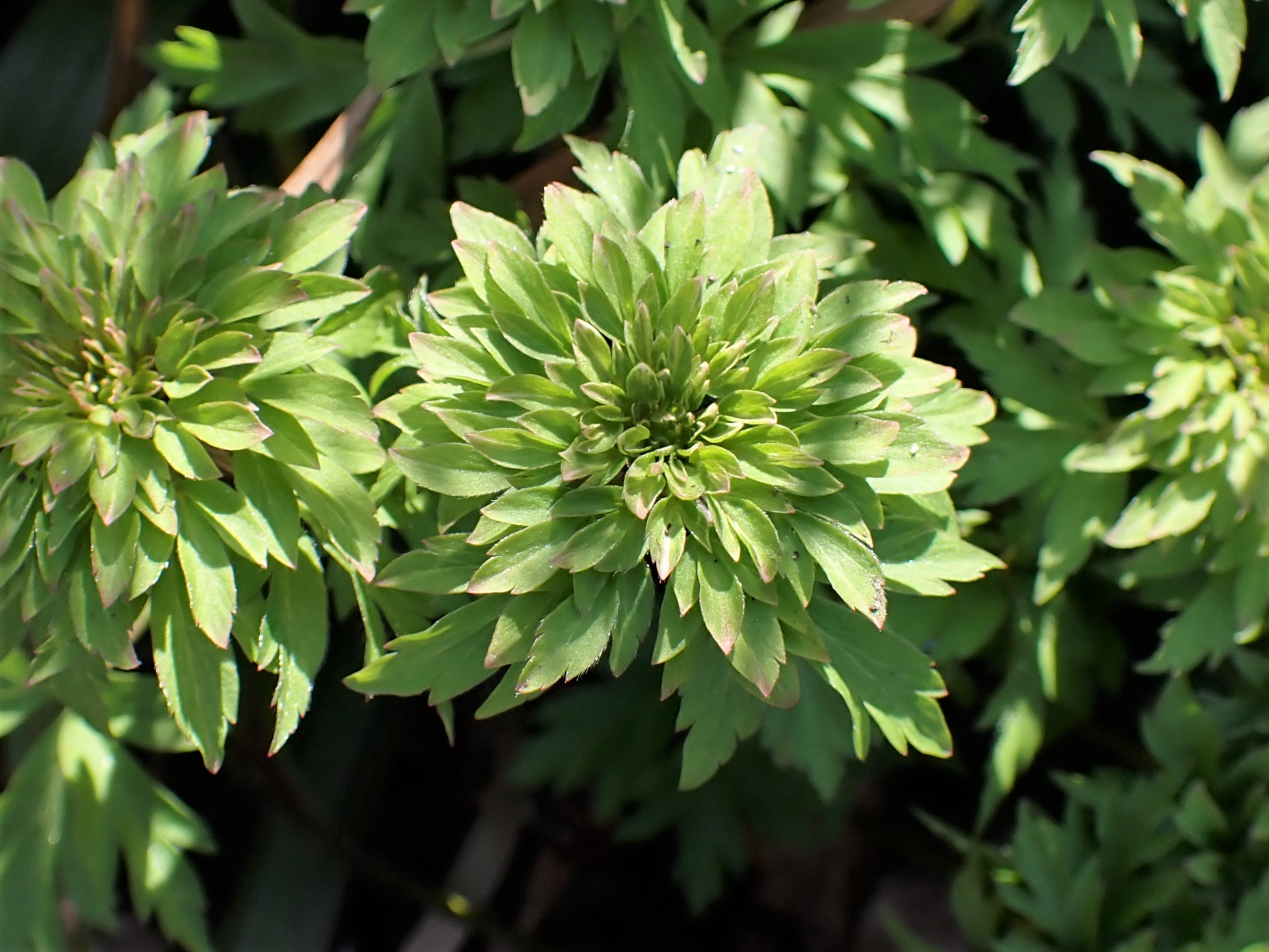
'Phyllodic Form'
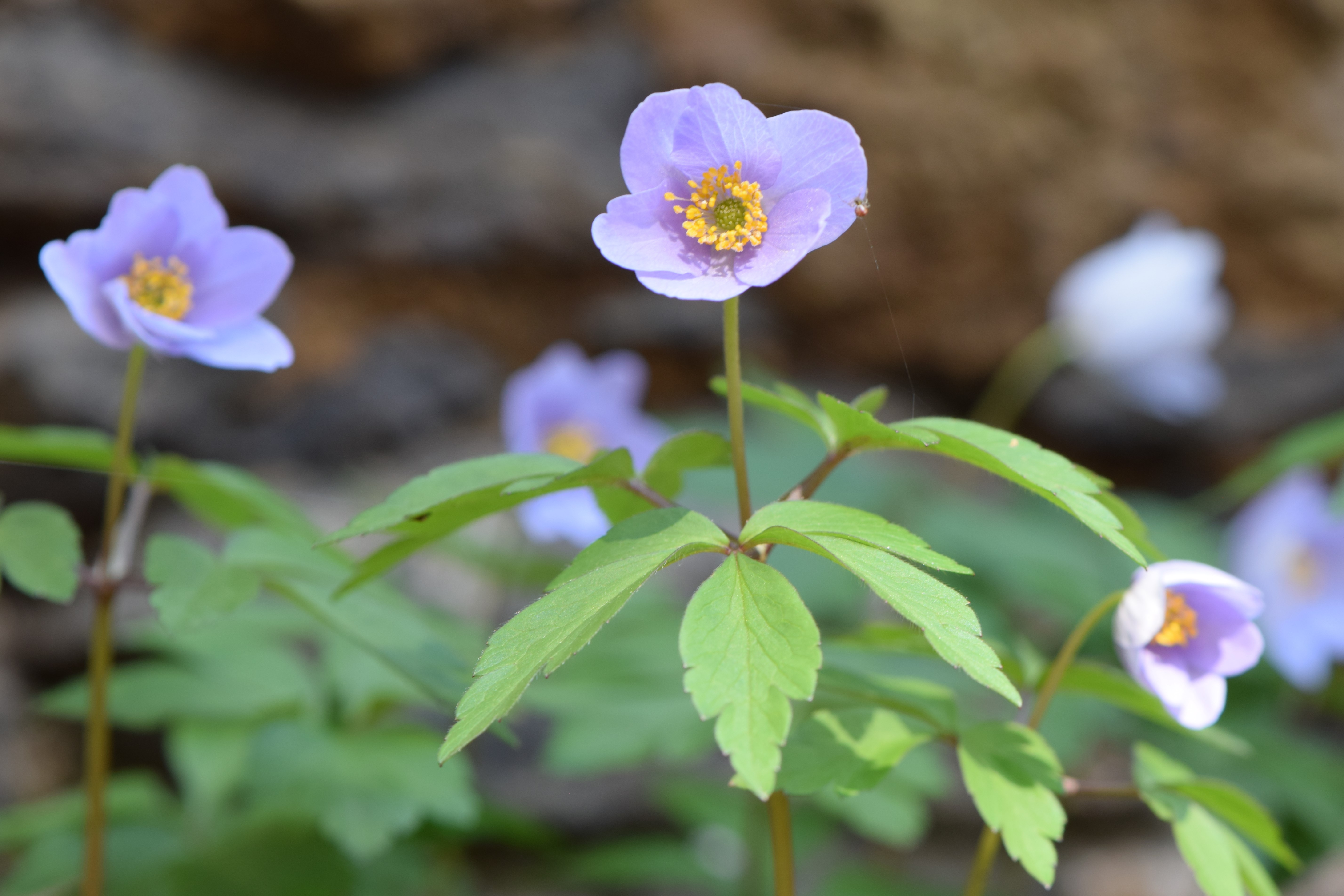
'Robinsoniana'
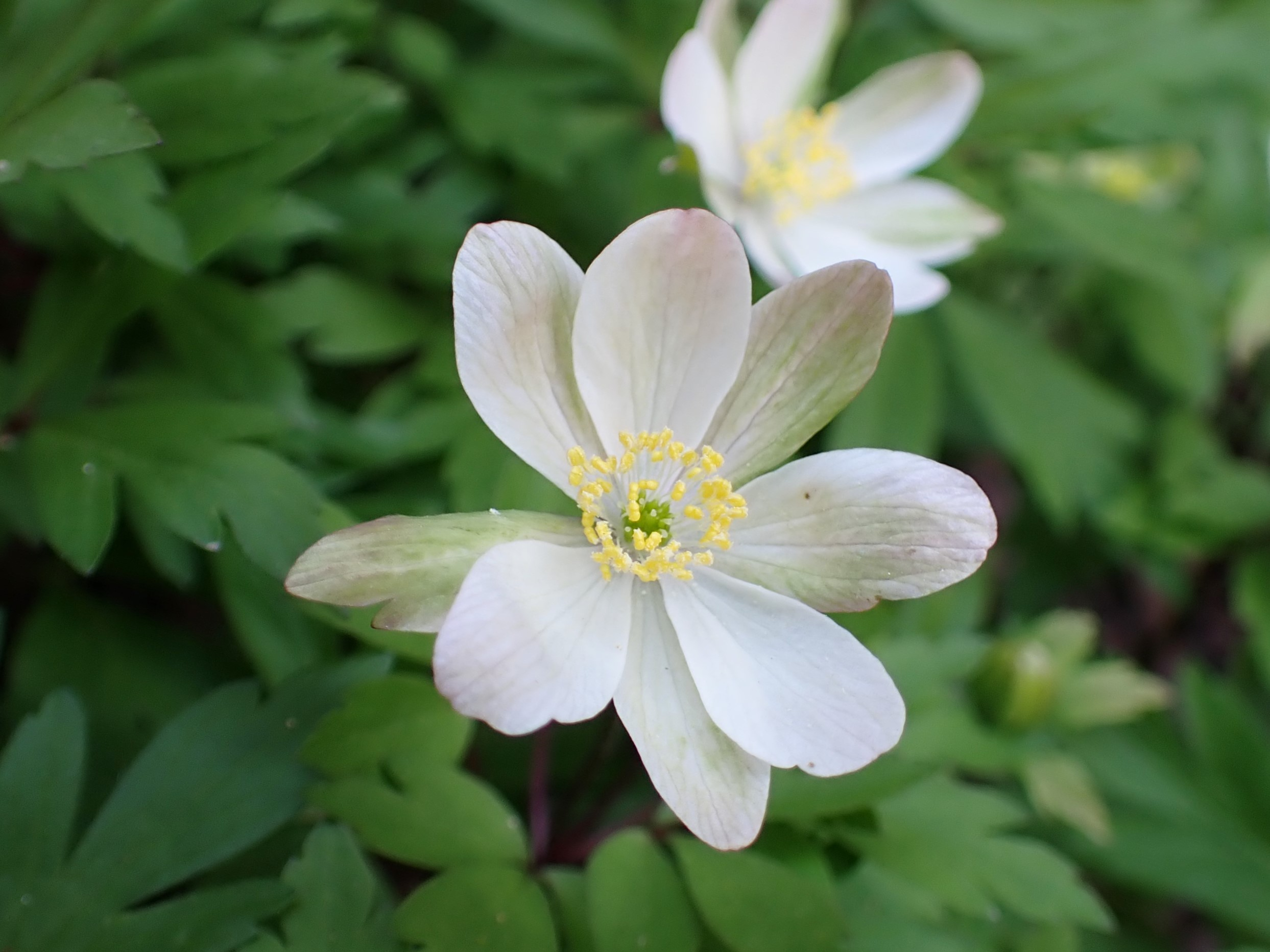
'Virescens'

Znanych jest szereg wyselekcjonowanych odmian uprawnych:
- 'Alba Plena' – kwiaty białe, pełne
- 'Grandiflora' – kwiaty białe, duże
- 'Leeds Variety' – kwiaty białe, duże
- 'Allenii' – kwiaty lawendowoniebieskie, jasne, duże, kwitnienie opóźnione
- 'Robinsoniana' – kwiaty lawendowoniebieskie, jasne, od spodu kremowo-szare
- 'Blue Beauty' – kwiaty jasnoniebieskie
- 'Blue Bonnet' – kwiaty jasnoniebieskie, kwitnienie opóźnione
- 'Rosea' – kwiaty różowe
- 'Vestal' – kwiaty białe, pełne
- 'Wilk's Giant' – kwiaty białe, większe niż typowe

Zawilec gajowy tworzy płonnego mieszańca z zawilcem żółtym, spotykanego w miejscach występowania obu gatunków rodzicielskich – zawilca lipskiego Anemone ×lipsiensis G. Beck (syn. A. ×seemenii E.A. Calmus). Mieszaniec różni się od gatunków rodzicielskich pośrednią, jasnożółtą barwą kwiatów i krótkim ogonkiem liści podkwiatostanowych.

## Systematyka i pochodzenie
Zawilec gajowy należy w obrębie rodzaju Anemone do grupy Nemorosa, do której obok najbliżej spokrewnionych, drobnych gatunków północnoazjatyckich i północnoamerykańskich, należy także zawilec żółty. Badania filogenetyczne oparte na analizie genomu chloroplastowego wykazały, że najbliżej spokrewnioną grupą zawilców jest sekcja Blanda z obszaru śródziemnomorskiego (obejmująca Anemone blanda i A. caucasica), następnie grupa Coronaria (z A. coronaria, A. palmata, A. pavonina). Sekcja Nemorosa wraz z Blanda łączone bywają w podrodzaj Anemone subgen. Anemonanthea. Zawilec gajowy wraz z wymienionymi wyżej grupami jest bliżej spokrewniony z roślinami z rodzaju sasanka Pulsatilla, niż z kilkoma odległymi pod względem pokrewieństwa sekcjami zawilców, do których należy m.in. zawilec narcyzowaty. Ponieważ analizy filogenetyczne ujawniły parafiletyczny charakter rodzaju zawilec, padły dwie propozycje zmian w nomenklaturze odzwierciedlające prawidłowo relacje pokrewieństwa. W jednej proponuje się uznanie całego podplemienia Anemoninae (poza zawilcem należą tu rodzaje: przylaszczka, sasanka i Knowltonia) za rodzaj Anemone s.l. – w takim przypadku nazwa naukowa zawilca gajowego nie uległaby zmianie. Inna propozycja rozbija rodzaj Anemone na szereg drobnych, monofiletycznych rodzajów. W takim rozwiązaniu taksonomicznym zawilec gajowy wraz z grupami Nemorosa i Blanda włączany jest do rodzaju Anemonoides Mill. jako Anemonoides nemorosa (L.) Holub 1973, Folia Geobot. Phytotax. (Praha), 8 (2) : 166.

## Nazewnictwo
Gatunek znany jest lub był pod wieloma nazwami dawnymi lub ludowymi, choć w niektórych przypadkach są to określenia zbiorowe dotyczące różnych gatunków z rodzaju zawilec. Taki charakter mają określenia "dzbanuszki wiosenne", "koperek", "róża wiatrowa", "wietrznica", "wietrznik", "zawiłek", "zajęczy maczek" (nazwa użyta przez Marcina z Urzędowa). Wobec gatunku stosowano określenia: "koziadrzyść", "niestrętek" (często), "przylaszczka", "raść", "sasanka gajowa", "sasanka niestrętek", "zawilec niestrętek", "zawilec biały".
Naukowa nazwa rodzajowa (Anemone) pochodzi od określenia odnoszącego się do zawilca gajowego pojawiającego się w antycznych pismach Teofrasta i Pliniusza Starszego. Nazwa ta wywodzi się z greckiego słowa anemos oznaczającego wiatr. Geneza nazwy nawiązuje prawdopodobnie do łatwości z jaką kwiaty gubią płatki na wietrze lub dawnego przekonania, że rośliny kwitną tylko na wietrze. Niektórzy dopatrują się zapożyczenia tej nazwy z języka hebrajskiego, gdzie pojawia się określenie nit'e na'amanim – "rośliny przyjemności". Określenie gatunkowe nemorosa wzięte zostało z łacińskiego określenia nemus oznaczającego gaj, las (stąd nemorosa oznacza rosnący w lesie).

## Ekologia

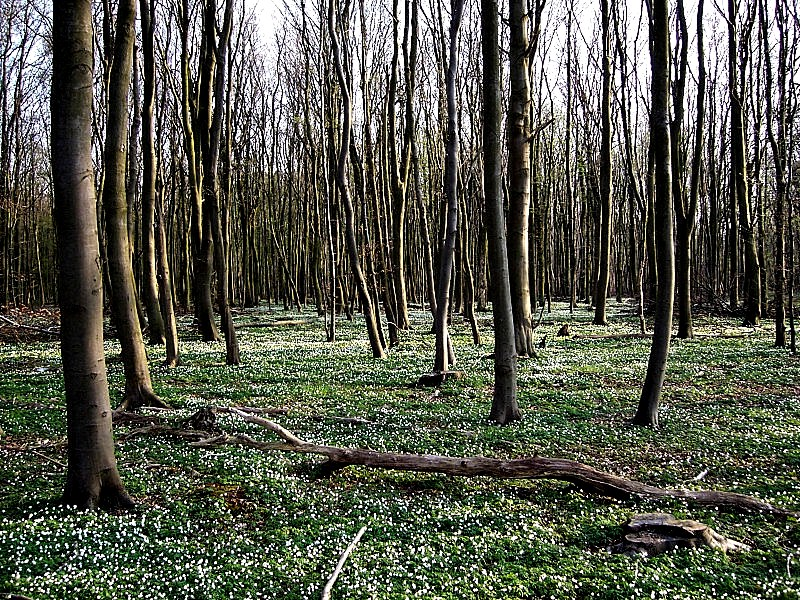
Kobierzec zawilców w runie lasu bukowego

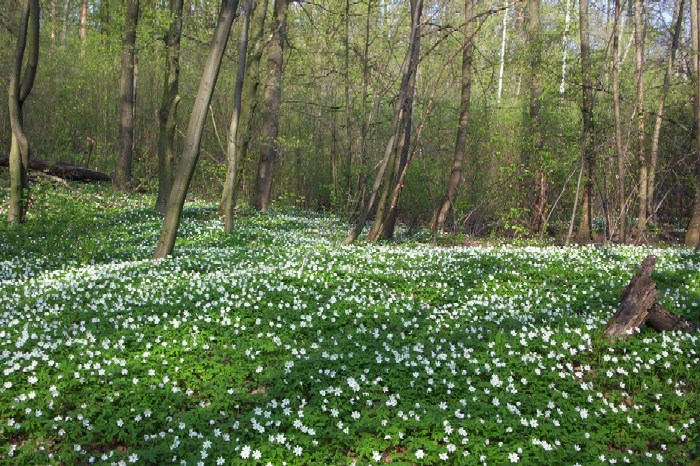
Zawilce w grądzie

Geofit. Pospolicie występuje w lasach liściastych, mniej licznie w mieszanych i iglastych oraz w zaroślach. Poza lasami spotykany jest także na łąkach i pastwiskach, w takich miejscach częściej na obszarach górskich, w sąsiedztwie lasów lub w miejscach zacienionych. W klasyfikacji zbiorowisk roślinnych gatunek charakterystyczny dla lasów liściastych Cl. Querco-Fagetea. Na stanowiskach rośnie zwykle masowo.
Zawilec gajowy występuje na glebach świeżych, żyznych, o odczynie obojętnym lub słabo kwaśnym. Dobrze rośnie w miejscach półcienistych i zacienionych. Należy do skiofitów o zapotrzebowaniu na światło wynoszącym 40–20%. Jest gatunkiem charakterystycznym dla siedlisk lasu mieszanego świeżego (LMśw) i boru mieszanego świeżego (BMśw). Obecność zawilca gajowego wskazuje na szybki proces próchnicowania (rozkładu substancji organicznych). Gatunek ten preferuje siedliska świeżo-wilgotne, ale rośnie też w miejscach wilgotnych i podmokłych, z wyjątkiem miejsc z wodą stagnującą. Obfitująca w opady jesień i zima oraz wysoka wilgotność powietrza w okresie rozwoju kwiatów wpływają jednak negatywnie na intensywność kwitnienia zawilca gajowego wiosną (nie ograniczając wzrostu wegetatywnego roślin).
Krótkotrwałe, lecz intensywne kwitnienie zawilców gajowych kształtuje aspekt wiosenny lasów, w których rośliny te zwykle masowo występują.
Jako gatunek cieniolubny i wolno rozprzestrzeniający się bywa traktowany jako roślina wskaźnikowa dawnych lasów, tj. kompleksów leśnych zachowanych na przestrzeni wieków.

## Zagrożenia i ochrona
Gatunek nie podlega ochronie gatunkowej i nie jest wymieniany na listach roślin zagrożonych. W Polsce w ostatnich dziesięcioleciach nie wykazuje zmian dynamicznych. Według niektórych źródeł należy jednak do roślin silnie trzebionych w okolicach dużych miast. Znany jest negatywny wpływ ruchu rekreacyjnego w lasach na populacje zawilca. W miejscach wydeptywanych następuje zmniejszenie zdolności do reprodukcji generatywnej (nasiona nie dojrzewają i nie kiełkują), także rozrastanie się wegetatywne roślin jest słabsze. Zawilec gajowy wyginął w silnie zanieczyszczonych lasach Zagłębia Ruhry i niepowodzeniem zakończyły się tam próby jego reintrodukcji.
Zawilce zanikają w lasach, gdzie m.in. na skutek nadmiernego zmniejszenia zwarcia drzewostanu rozwija się masowo kobierzec jeżyn. Szkodzi im wypas, choć i w tym wypadku największym problemem jest deptanie roślin. Nawet jednorazowy wypas na stanowisku zawilców powoduje spadek biomasy roślin w roku kolejnym o 25–30%.

## Zastosowanie

### Roślina lecznicza
Zawilec gajowy był znany jako roślina trująca i lecznicza w starożytności. Pisali o nim np. Pedanios Dioskurydes, Hipokrates, Columella. W okresie renesansu wymieniony przez Matthiolego. W 1775 George Motherby przyznawał, że roślina jest znacznie bardziej popularna w ogrodnictwie niż w zastosowaniach medycznych. W lecznictwie ludowym ze świeżego ziela wytwarzano rozgrzewającą "kamforę zawilcową". W dawnych publikacjach podkreślano możliwość zewnętrznego stosowania ziela i ryzyko związane z zażywaniem leków doustnych. Świeże ziele pozyskane ze stanowisk naturalnych stosowane było także w homeopatii. Mimo że w suszonym zielu następuje szybki rozkład ranunkuliny, według niektórych źródeł jeszcze około połowy XX wieku stosowane było w weterynarii. Potencjalne walory lecznicze ziela, zarówno suszonego jak i świeżego, nie są znane współczesnej medycynie i jest to wynikiem nie tyle bezużyteczności tej rośliny, co braku badań nad jej substancjami czynnymi.
Surowiec zielarskiŚwieże ziele Herba Anemonis nemorosae. W zastosowaniach z zakresu medycyny ludowej ceniono surowiec zbierany przed kwitnieniem, natomiast do tworzenia preparatów homeopatycznych stosowano rośliny owocujące.
DziałanieŚwieże rośliny lub sok z nich stosowano do "wyciągania pęcherzy", przy bólu zębów, chorobach reumatycznych, do oczyszczania ran oraz w leczeniu zapalenia oskrzeli. Kłącza ze względu na ostry smak były żute w celu "oczyszczenia głowy".

### Roślina ozdobna
Zawilce stanowią charakterystyczną, wiosenną ozdobę lasów. Nie nadają się do zrywania w formie małych bukietów z powodu niewielkiej trwałości, wynoszącej tylko 2 dni. Mogą być uprawiane w parkach i ogrodach. Dają szczególny efekt rosnąc w dużych płatach jako roślina dywanowa, na tych samych stanowiskach z paprociami. Wiosną ozdobą są zawilce, a w ciągu lata ich miejsce zajmują liście paproci. Zawilce dobrze znoszą koszenie i grabienie, mogą jednak jako rośliny dość żarłoczne ograniczać rozwój innych gatunków, szczególnie z rodziny bobowatych.

## Uprawa

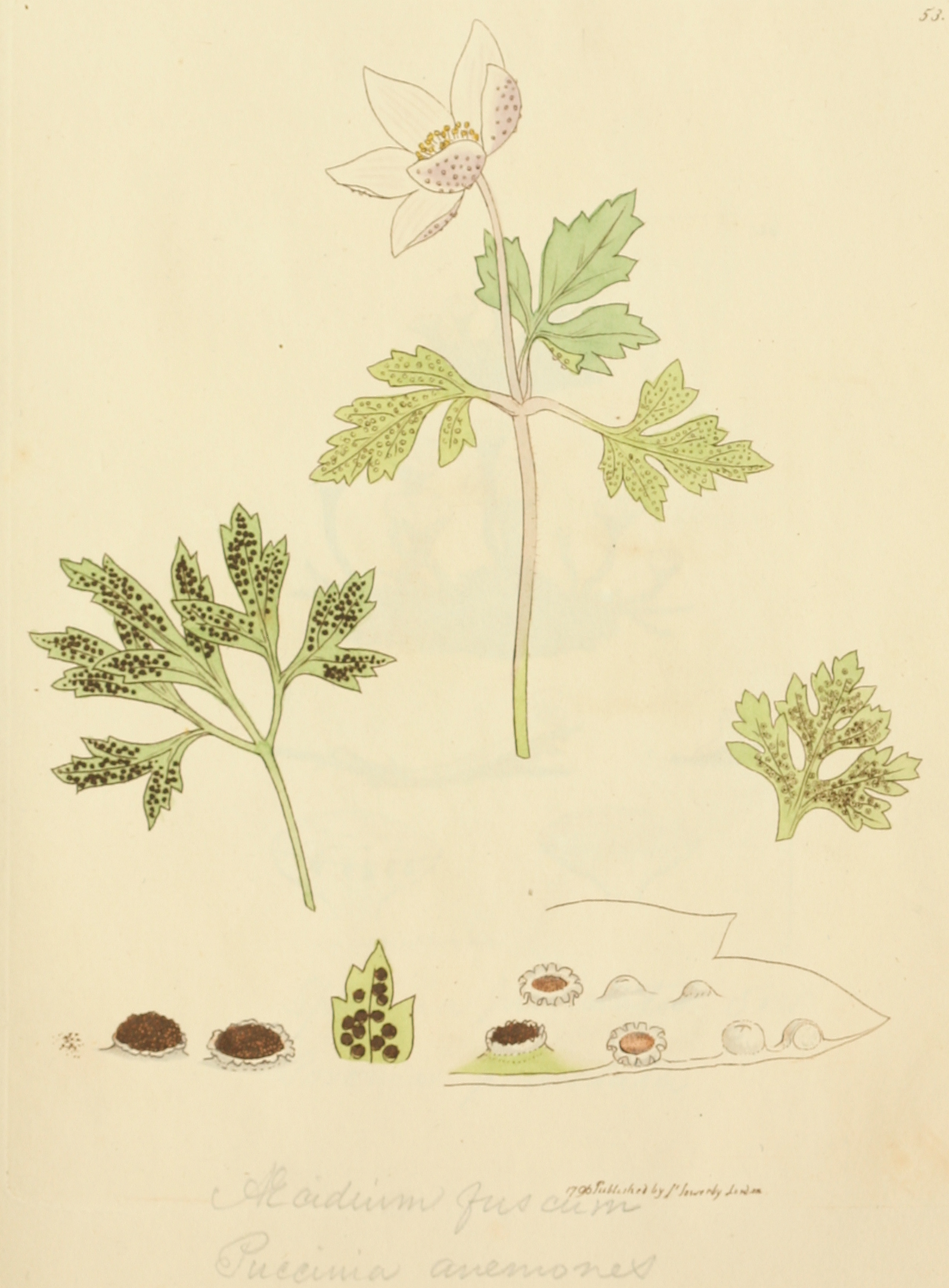
Liście zawilca porażone Tranzschelia anemones

WymaganiaNajlepiej rośnie w miejscach cienistych lub półcienistych i na żyznych glebach próchnicznych, choć utrzymuje się też na innych stanowiskach. Toleruje szeroki zakres odczynu gleby. Wymaga jednak miejsc wilgotnych, bowiem w suchych rośnie wyraźnie gorzej.
RozmnażanieŁatwo rozmnaża się przez podział kłączy jesienią, choć problemem jest wówczas zwykle brak organów nadziemnych – nie znając miejsca, w którym zawilec rośnie lepiej wykopywać i dzielić kłącze wiosną tuż po kwitnieniu. Należy jednak wówczas bacznie chronić kłącza przed wyschnięciem. Rozmnażanie za pomocą nasion stosuje się rzadko, jedynie w celach hodowlanych. Wysiewu dokonuje się jesienią w miejsca cieniste i wilgotne.

## Roślinożercy, choroby i szkodniki

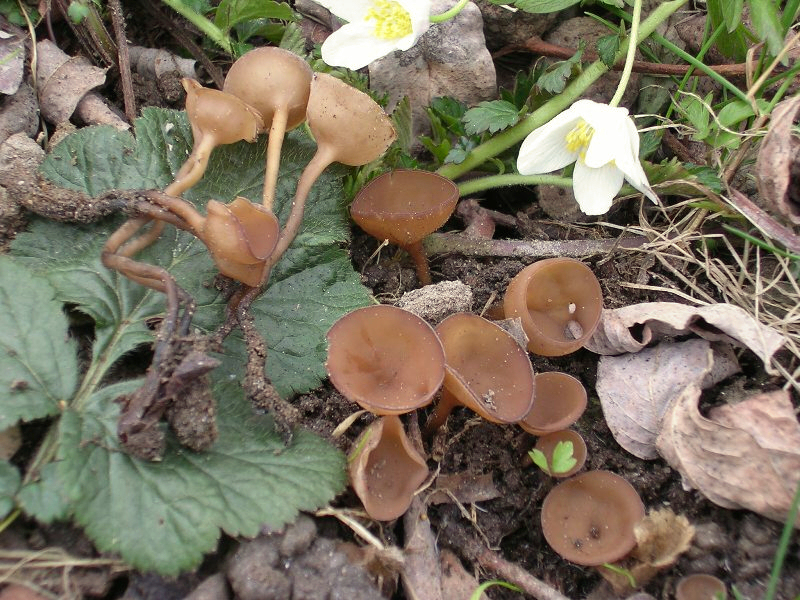
Twardnica bulwiasta – pasożyt korzeni zawilca gajowego

Mimo trujących właściwości zawilce gajowe są rośliną pokarmową dla jeleniowatych, w tym np. jelenia szlachetnego, sarny oraz introdukowanego do Europy mundżaka chińskiego. W przypadku sarny zawilec gajowy w trzeciej dekadzie kwietnia stanowi nawet 70% pokarmu. Możliwość spożywania takich ilości ziela zawierającego trującą ranunkulinę tłumaczona jest przemiennym żerowaniem (zwierzęta nie zjadają jednorazowo dużych ilości jednego gatunku) oraz obecnością w przewodzie pokarmowym tych zwierząt mikroorganizmów neutralizujących substancje toksyczne.
Rośliny atakowane są przez szereg gatunków grzybów powodujących deformacje organów, osłabiających wzrost i kwitnienie. W miejscach nasłonecznionych – na łąkach i w lasach mieszanych, zawilce porażane są przez Tranzschelia anemones i w efekcie często w ogóle nie kwitną. Innym patogenem jest grzyb Ochropsora ariae, który na obu stronach liści zawilców formuje pyknidia i ecja (otwarte skupiska ecjospor). Drugim żywicielem tego gatunku, na którym formowane są uredinia jest zwykle jarząb pospolity Sorbus aucuparia, ale też inne gatunki drzew i krzewów różowatych z rodzajów: świdośliwa, parzydło, grusza, jarząb, jabłoń i śliwa. Zawilce chorują także na choroby grzybowe z powodu mączniaka Peronospora ficariae, skoczkowca Synchytrium anemones, wroślikowca Plasmopara pygmaea, przedstawiciela Urocystales – Urocystis anemones, Mycosphaerellales – Septoria anemones oraz grzybów niedoskonałych – Discosia artocreas. Na organach podziemnych zawilców pasożytuje sklerotka bulwiasta Dumontinia tuberosa – przedstawiciel tocznikowców.
Liście zawilców są minowane przez larwy muchówek z gatunków Phytomyza anemones i Ph. hendeli, na organach podziemnych żerują larwy chrząszczy z gatunków Leiosoma deflexum i L. oblongulum.

## Obecność w kulturze i symbolice
Włodzimierz Scisłowski poświęcił zawilcowi jeden ze swoich utworów z serii Ładne ziółka. Naukowa nazwa zawilca gajowego stanowi tytuł wiersza Zofii Nałkowskiej (fragment):

Jakże dziękuję panu za te białe kwiaty,

Rwane w majowy świt

Między pocałunkami...

Zawilec gajowy jest symbolem szwedzkiej Chrześcijańskiej Demokracji oraz Ogrodu Botanicznego w Göteborgu. Dawniej jego symbolika była ponoć bardziej złowroga, choć niepewne, wręcz nieprawdopodobne jest identyfikowanie z tym gatunkiem przypisywanej mu symboliki śmierci i choroby w starożytnej kulturze egipskiej i chińskiej, ponieważ obszary rozwoju tych cywilizacji znajdują się poza zasięgiem gatunku, może więc chodzić o podobną roślinę. Starożytni Rzymianie zbierali pierwsze kwitnące okazy zawilców, traktując je jako talizman chroniący przed wszelkimi chorobami. Z genezą nazwy antycznej (adoptowanej jako nazwa rodzajowa – Anemone) wiązana jest symbolika nietrwałości (płatki kwiatu są nietrwałe, łatwo porywa je wiatr).